# Coeliccia southwelli
Coeliccia southwelli – gatunek ważki z rodziny pióronogowatych (Platycnemididae).